# Klaus Bugdahl
Klaus Bugdahl (Berlino, 24 novembre 1934 – Wiesbaden, 15 agosto 2023) è stato un ciclista su strada, pistard e dirigente sportivo tedesco.
Specialista della pista, si aggiudicò 37 Sei giorni (tra cui per nove volte, record, la Sei giorni di Berlino) e cinque edizioni dei Campionati europei nella prova dell'americana. Su strada vinse il titolo nazionale nel 1958.

## Carriera
Passato professionista il 21 settembre del 1956 come indipendente, ottenne da subito ottimi risultati nelle prove su strada: nel 1958 divenne campione tedesco nella prova in linea, nel 1960 fu terzo al Deutschland Tour, nel 1963 vinse una tappa al Giro di Svizzera e tra il 1957 e il 1971 venne selezionato in sei occasioni dalla Nazionale tedesca per partecipare ai Campionati del mondo su strada.
Fu tuttavia su pista che conseguì i maggiori risultati. Vinse infatti numerose edizioni dei campionati tedeschi, sia da dilettante che da professionista, e si distinse anche a livello europeo aggiudicandosi cinque titoli europei nella prova dell'americana, per cui era particolarmente portato, oltre al secondo posto continentale di specialità nel 1964 e il terzo nel 1968, nel 1969 e nel 1976.
Con 37 successi in 229 partecipazioni è stato inoltre uno dei seigiornisti più vincenti della storia del ciclismo mondiale; ha condiviso la pista con campioni del calibro di Patrick Sercu, Peter Post, Rik Van Steenbergen, Jan Janssen, Eddy Merckx, Rolf Wolfshohl, René Pijnen, Rudi Altig e Gerrit Schulte in una carriera ultraventennale conclusasi a oltre quarant'anni con vittorie in competizioni di primo piano quali le Sei giorni di Berlino, Amsterdam, Dortmund, Zurigo ed Anversa.
Dopo il ritiro fu per due anni direttore sportivo del Kotter's Racing Team, formazione invitata ai Giri d'Italia 1981 e 1982 (in quest'ultima edizione con la denominazione di "Campagnolo").

## Palmares

### Pista
- 1954 (Dilettanti, una vittoria)

Campionati tedeschi, Inseguimento a squadre (con Horst Sylvestrzak, Hans Schliebener e Alfred Freitag)
- 1954 (Dilettanti, una vittoria)

Campionati tedeschi, Inseguimento individuale
- 1957 (Torpedo, una vittoria)

Campionati tedeschi, Inseguimento individuale
- 1958 (Torpedo/Molteni, tre vittorie)

Campionati tedeschi, Velocità a squadre
Campionati tedeschi, Americana (con Valentin Petry)
Sei giorni di Berlino, (con Gerrit Schulte)
- 1959 (Torpedo/Molteni, cinque vittorie)

Campionati europei, Americana (con Valentin Patry)
Campionati tedeschi, Americana (con Valentin Petry)
Sei giorni di Dortmund (con Rik Van Steenbergen)
Sei giorni di Anversa (con Gerrit Schulte e Peter Post)
Sei giorni di Colonia (con Valentin Petry)
- 1960 (Afri-Cola/Gazzola, quattro vittorie)

Campionati europei, Americana (con Hans Junkermann)
Campionati tedeschi, Americana (con Hans Junkermann)
Sei giorni di Dortmund (con Hans Junkermann)
Sei giorni di Colonia (con Hans Junkermann)
- 1961 (Afri-Cola/Rapha, quattro vittorie)

Campionati europei, Americana (con Fritz Pfenninger)
Sei giorni di Berlino (con Rik Van Steenbergen)
Sei giorni di Berlino (con Fritz Pfenninger)
Sei giorni di Francoforte sul Meno (con Fritz Pfenninger)
- 1962 (Torpedo, tre vittorie)

Sei giorni di Zurigo (con Fritz Pfenninger)
Sei giorni di Francoorte sul Meno (con Fritz Pfenninger)
Sei giorni di Essen (con Fritz Pfenninger)
- 1963 (Torpedo, tre vittorie)

Campionati tedeschi, Americana (con Sigi Renz)
Sei giorni di Berlino (con Sigi Renz)
Sei giorni di Dortmund (con Sigi Renz)
- 1964 (Torpedo, una vittoria)

Sei giorni di Berlino (con Sigi Renz)
- 1965 (Pelforth, due vittorie)

Sei giorni di Anversa (con Peter Post e Jan Janssen)
Sei giorni di Montreal (con Klemens Grossimlinghaus)
- 1966 (Torpedo, quattro vittorie)

Campionati europei, Americana (con Sigi Renz)
Sei giorni di Berlino (con Sigi Renz)
Sei giorni di Francoforte sul Meno (con Patrick Sercu)
- 1967 (Torpedo, tre vittorie)

Sei giorni di Berlino (con Peter Post)
Sei giorni di Colonia (con Patrick Sercu)
Sei giorni di Münster (con Patrick Sercu)
- 1968 (Individuale/Zimba, tre vittorie)

Sei giorni di Amsterdam (con Jan Janssen)
Sei giorni di Zurigo (con Fritz Pfenninger)
Sei giorni di Münster (con Rudi Altig)
- 1969 (Zimba, due vittorie)

Sei giorni di Berlino (con Dieter Kemper)
Sei giorni di Zurigo (con Dieter Kemper)
- 1970 (G.B.C., due vittorie)

Sei giorni di Berlino (con Jürgen Tschan)
Sei giorni di Anversa (con René Pijnen e Peter Post)
Sei giorni di Münster (con Alain Van Lancker)
- 1971 (Bika, quattro vittorie)

Campionati europei, Americana (con Dieter Kemper)
Sei giorni di Zurigo (con Dieter Kemper)
Sei giorni di Dortmund (con Dieter Kemper)
Sei giorni di Münster (con Dieter Kemper)
Sei giorni di Groningen (con Dieter Kemper)
- 1972 (Rokado, una vittoria)

Sei giorni di Groningen (con Dieter Kemper)
- 1973 (Rokado, una vittoria)

Sei giorni di Los Angeles (con Graeme Gilmore)
- 1974 (Individuale, una vittoria)

Sei giorni di Zurigo (con Graeme Gilmore)

### Strada
- 1957 (Torpedo, una vittoria)

Grand Prix Veith
- 1958 (Torpedo/Molteni, una vittoria)

Campionati tedeschi, Prova in linea
- 1959 (Torpedo/Molteni, una vittoria)

1ª tappa Tour de l'Oise (Creil > Compiègne)
- 1963 (Torpedo, due vittorie)

Classifica generale Tour de l'Oise
7ª tappa Giro di Svizzera (Burgdorf > Bremgarten)

#### Altri successi
- 1957 (Torpedo, una vittoria)

Monaco di Baviera (criterium)
- 1959 (Torpedo/Molteni, una vittoria)

Colonia (criterium)
- 1963 (Torpedo, una vittoria)

2ª tappa Tour de l'Oise (Compiègne > Compiègne, cronosquadre)

## Piazzamenti

### Classiche monumento
- Parigi-Roubaix

1960: 67º

### Competizioni mondiali
- Campionati del mondo

Waregem 1957 - In linea: ritirato
Reims 1958 - In linea: 10º
Karl-Marx-Stadt 1960 - In linea: ritirato
Berna 1961 - In linea: ritirato
Ronse 1963 - In linea: 31º
Mendrisio 1971 - In linea: ritirato